# Escobaria zilziana
Escobaria zilziana ist eine Pflanzenart in der Gattung Escobaria aus der Familie der Kakteengewächse (Cactaceae). Das Artepitheton zilziana ehrt den österreichischen Arzt und Kakteensammler Juljan Zilz.

## Beschreibung
Escobaria zilziana wächst in der Regel einzeln, sprosst jedoch manchmal von der Basis her. Die zylindrischen Triebe erreichen Wuchshöhen von 6 bis 10 Zentimeter und Durchmesser von 3 Zentimeter. Ihre Warzen sind bis zu 10 Millimeter lang. Mitteldornen sind in der Regel nicht vorhanden. Gelegentlich sind einer oder mehrere vorhanden, die den Randdornen gleichen. Die 16 bis 22 geraden Randdornen liegen an der Trieboberfläche an. Sie sind bis zu 1,5 Zentimeter lang.
Die hellgelben, olivgrünen oder weißlichen Blüten besitzen rosafarbene Mittelstreifen. Sie sind 3 Zentimeter lang und erreichen Durchmesser von 2,5 Zentimeter. Die roten, keulenförmigen Früchte sind 2 Zentimeter lang.

## Verbreitung, Systematik und Gefährdung
Escobaria zilziana ist im mexikanischen Bundesstaat Coahuila verbreitet.
Die Erstbeschreibung als Coryphantha zilziana durch Friedrich Bödeker wurde 1930 veröffentlicht. Curt Backeberg stellte die Art 1961 in die Gattung Escobaria. Weitere nomenklatorische Synonyme sind Neobesseya zilziana (Boed.) Boed. (1933) und Neobesseya zilziana (Boed.) Boed. ex Backeb. & F.M.Knuth (1936).
In der Roten Liste gefährdeter Arten der IUCN wird die Art mit „Data Deficient (DD)“, d. h. mit keinen ausreichenden Daten geführt.

## Nachweise